# Рехасим
Рехасим (ивр. רכסים‎) — местный совет в Хайфском округе Израиля.
Расположен примерно в 80 км к северо-востоку от центра Тель-Авива и в 13 км к юго-востоку от города Хайфа, на окраине Зебулунской равнины (северная часть прибрежной равнины), на высоте 59 м над уровнем моря. Площадь совета составляет 2,859 км².

## Население
По данным Центрального статистического бюро Израиля, население на начало 2020 года составляло 12 668 человек.
Большая его часть — ультраортодоксальные евреи (харедим).
Динамика численности населения по годам:
| 1961 | 1972 | 1983 | 1995 | 2001 | 2002 | 2009 | 2013  | 2016  |
| ---- | ---- | ---- | ---- | ---- | ---- | ---- | ----- | ----- |
| 1823 | 2444 | 3739 | 5786 | 7600 | 7700 | 9211 | 10100 | 10682 |